# Новотроицкое (Тюменская область)
Новотроицкое — село в Нижнетавдинском районе Тюменской области. Ранее было центром Новотроицкого сельского поселения.
С 80-х годов началось переселение (объединение) в Новотроицкое жителей из соседней, теперь нежилой деревни Новоникольское. 
Функционирует фельдшерско-акушерский пункт. Действует основная общеобразовательная школа. Есть сельский Дом культуры.

## Расположение
В 2 км на восток находится деревня Новоникольская. На запад идёт дорога к озеру Казанка и бывшей деревни Новая Казань, упразднённой 7.10.2004 года. 
На юг идёт грунтовая дорога (28 км) к деревне Иска-Чебакова, расположенной на реке Иска. На север дорога к посёлку Тукман (20 км) и деревне Байкал (34 км). 
У села располагается железнодорожная станция "80 км".

## Население
| 2010 |
| ---- |
| 286  |

## История
Новотроицкое было центром Новотроицкое сельского поселения. Ещё ранее соседняя деревня Новоникольская была центром сельсовета, называемого Новоникольским.
С 80-х годов началось переселение в Новотроицкое жителей из соседней, нежилой с 90-х годов деревни Новоникольское.
27 сентября 2016 года в селе открылся молитвенный дом.
На юге села находится кладбище.